# Diego de Nicuesa
 (mars 2022).
Diego de Nicuesa est un conquistador espagnol du XVIe siècle qui s'est vu attribuer par la Couronne d'Espagne, la Castille d'Or, région située dans le Darién, à cheval sur la Colombie et le Panama.

## Biographie
En 1508, Alonso de Ojeda et Diego de Nicuesa sollicitèrent à Madrid l’autorisation de conquérir la « Tierra Firme », divisée en deux parties : la Nouvelle Andalousie, à l'est du río Atrato et la Castille d'Or, ouest de l'actuelle Colombie, ou Veraguas, à l'ouest, côté Panama. 
Alonso de Ojeda et son lieutenant Francisco Pizarro fondent San Sebastián de Urabá en 1510, avec cinq caravelles et 500 hommes, mais se heurtent aux Indiens : seuls 42 d'entre eux survivent et Alonso de Ojeda n'en fait pas partie. 
L'arrivée de Vasco Núñez de Balboa, plus diplomate, permet de fonder Santa María la Antigua del Darién en 1510, plus à l'est du golfe d'Urabá, puis de découvrir en 1513 l'océan Pacifique, en descendant le Río Chuchunaque, grâce aux Indiens. Núñez de Balboa en profite pour se débarrasser de Diego de Nicuesa, qui doit se réfugier à Nombre de Dios, fondée en 1510, avec une centaine d'hommes.
Núñez de Balboa ayant usurpé les charges de Diego de Nicuesa, Madrid nomme en 1514 Pedro Arias Dávila, l'époux d'une amie intime de la Reine, gouverneur de la Castille d'Or, où il arrive avec 19 navires et 1 500 hommes pour fonder la ville d'Acla à 100 kilomètres au nord de Santa María la Antigua del Darién, dont il s'empare aussi.
Balboa fait enfin embarquer Nicuesa avec vingt de ses fidèles sur un navire en très mauvais état pour l'engager à trouver justice devant les tribunaux espagnols. Aucun ne parviendra en Espagne.